# Честер Хил (Пенсилванија)
Честер Хил (енгл. Chester Hill) град је у америчкој савезној држави Пенсилванија.

## Демографија
По попису из 2010. године број становника је 883, што је 35 (-3,8%) становника мање него 2000. године.
| Група             | 2000.       | 2010.       |
| Белци             | 911 (99,2%) | 854 (96,7%) |
| Афроамериканци    | 0 (0,0%)    | 5 (0,6%)    |
| Азијати           | 1 (0,1%)    | 8 (0,9%)    |
| Хиспаноамериканци | 2 (0,2%)    | 5 (0,6%)    |
| Укупно            | 918         | 883         |